# Trammelantje
Trammelantje is een Belgisch bier van hoge gisting. Het wordt gebrouwen door Brouwerij Strubbe te Ichtegem in opdracht van bieren Den Haene te Wenduine.
Het is een ambachtelijk ongefilterd amberbier dat nagist op de fles. Ingrediënten zijn mout, gerst, hop, suiker, gist en water.
De naam verwijs naar het tramhuisje van De Haan en haar Belle Epoquefeest (1ste zaterdag van augustus). 
Een deel van de opbrengst van het bier wordt geschonken aan het Zeepreventorium.